# Elecciones legislativas de Bulgaria de 2001
Las elecciones legislativas se celebraron en Bulgaria el 17 de junio de 2001. El resultado fue una victoria para el Movimiento Nacional - Simeon II, que ganó 120 de los 240 escaños. La participación electoral fue del 67.31%. Tras la elección, Simeon de Sajonia-Coburgo-Gotha, el último Zar del país de 1943 a 1946, fue nombrado primer ministro.
El Comité Central de Elecciones (CEC) registró un total de 65 partidos y 11 candidatos independientes para las elecciones parlamentarias de 2001. Uno de esos partidos fue el Movimiento Nacional-Simeon II (NDSV) del último Zar de Bulgaria, Simeon II. Se vio obligado a crear una coalición con el Partido de Mujeres Búlgaras y el Movimiento para el Renacimiento Nacional después de que el Tribunal de la ciudad de Sofía se negara a registrar su movimiento porque no cumplía con todos los requisitos. 
La campaña electoral comenzó oficialmente el 17 de mayo y finalizó el 15 de junio de 2001, y estuvo casi en calma. Sin embargo, se caracterizó por una campaña negativa, así como por denuncias de posible fraude electoral. Las elecciones se llevaron a cabo de manera ordenada. La Misión Internacional de Observación Electoral (un equipo conjunto de la Oficina de la OSCE para Instituciones Democráticas y Derechos Humanos y la Asamblea Parlamentaria del Consejo de Europa) afirmó que la encuesta estaba en línea con las normas internacionales sobre elecciones democráticas.
El NDSV obtuvo 120 de los 240 escaños en el Parlamento, uno menos que la mayoría absoluta. Las Fuerzas Democráticas Unidas (SDS) obtuvo 51 escaños, el Partido Socialista Búlgaro ganó 48 y el Movimiento por los Derechos y Libertades (DPS) se quedó con 21. El 24 de julio de 2001, el ex Zar, Simeon de Sajonia-Coburgo-Gotha, asumió el cargo de Primer Ministro. Una semana antes, su partido había llegado a un acuerdo de coalición con el Movimiento por los Derechos y Libertades (DPS), el partido que representa a la minoría étnica turca.

## Contexto
Las elecciones parlamentarias del 17 de junio fueron las quintas celebradas desde el establecimiento de un sistema multipartidista, y la cuarta que se celebró sobre la base de una representación proporcional con un umbral del cuatro por ciento. Anteriormente, se celebraron elecciones en 1990 (para una Gran Asamblea Nacional encargada de elaborar una nueva constitución), 1991, 1994 y 1997. El Parlamento elegido en 1997 fue el primero en completar su mandato de cuatro años. Desde que la actual Constitución fue adoptada en 1991.
El último gobierno asumió el cargo en un momento muy difícil, a raíz del fuerte deterioro de la economía de Bulgaria en el invierno de 1996-97. En los cuatro años de gobierno del BSP, Bulgaria logró un progreso notable en varios campos. La moneda se estabilizó, la economía empezó a crecer, aunque seguía siendo débil, y se intensificaron los procesos de privatización y restitución de tierras. Además se hicieron progresos hacia la integración europea y transatlántica. Bulgaria comenzó las negociaciones de membresía con la Unión Europea y se acercó a la OTAN. Sin embargo, el alto desempleo y un nivel de vida relativamente bajo siguian siendo problemas para la sociedad búlgara. Además, varios supuestos escándalos de corrupción tuvieron un impacto negativo en la percepción pública de la política y los políticos. En estas circunstancias, la llegada a la escena política de un nuevo movimiento, que capitalizó el descontento popular con el costo de las reformas económicas y sociales, alteró radical y abruptamente el equilibrio entre los principales actores políticos.
A diferencia de las elecciones anteriores, los principales participantes en las elecciones declararon públicamente que estaban a favor de la adhesión a la Unión Europea y la OTAN. También hubo un consenso general de que las reformas económicas y sociales debían continuar, aunque hubo diferencias notables con respecto a la velocidad y el alcance de las reformas, y también con respecto a cuánto debía involucrarse el Estado en los asuntos económicos y tratar de limitar el costo social de las reformas.

## Campaña
La campaña para las elecciones parlamentarias del 17 de junio fue discreta durante la mayor parte del período oficial de campaña de 30 días. A diferencia de las elecciones anteriores, esta campaña no estuvo marcada por fuertes divisiones políticas entre izquierda y derecha, que habían dominado la vida política en Bulgaria desde 1989-90. La campaña se llevó a cabo generalmente en un ambiente tranquilo. Solo durante la última semana, algunos adoptaron un enfoque más agresivo, organizando ataques verbales contra sus oponentes políticos. En general, sin embargo, la campaña no fue más allá de los límites.
A diferencia de los últimos diez años, la mayoría de los partidos parecían favorecer las campañas puerta a puerta en lugar de las grandes manifestaciones públicas. Algunos partidos importantes celebraron reuniones tan grandes solo al principio o al final de su campaña, mientras que otros lo evitaron por completo. El uso de carteles, carteles publicitarios y volantes fue bastante limitado y se hizo más notable solo en la última etapa de la campaña.

## Resultados
|  | 42.74 % |

|  | 18.18 % |

|  | 17.15 % |

|  | 7.45 % |

|  | 3.63 % |

|  | 3.44 % |

|  | 7.41 % |

|  | 98.27 % |

|  | 1.73 % |

|  | 100.00 % |

|  | 67.31 % |